# Одиннадцать (Очень странные дела)
Одиннадцать (англ. Eleven), при рождении Джейн Айвз (англ. Jane Ives), а после удочерения Джейн Хоппер (англ. Jane Hopper) — вымышленная героиня научно-фантастического сериала Netflix в жанре ужасов «Очень странные дела», созданного и написанного братьями Даффер. Роль Одиннадцати исполняет британская актриса Милли Бобби Браун. Героиня обладает психокинетическими и телепатическими способностями.

## Вымышленная биография персонажа
Одиннадцать — дочь Терезы «Терри» Айвз, участницы экспериментов проекта МК-Ультра, организованного Центральным разведывательным управлением (ЦРУ). Одиннадцать родилась телекинетиком. Однако при использовании способностей, героиня временно ослабевает, и у неё идёт кровь из носа. Сразу после рождения доктор Мартин Бреннер забрал Одиннадцать у матери и воспитывал девочку в национальной лаборатории в вымышленном городке Хоукинс, штат Индиана, в качестве подопытной своих экспериментов по развитию телекинеза. Находясь в резервуаре сенсорной депривации, Одиннадцать способна с помощью видений проникать в другие измерения, в первую очередь в целях международного шпионажа. Одиннадцать открывает проход между лабораторией Хоукинса и Изнанкой, поэтому существа, живущие в Изнанке, получают возможность попасть в мир людей.

## Разработка

### Концепция и проработка
При создании героини братья Даффер черпали вдохновение из историй выживших после проекта МК-Ультра, с некоторыми отсылками к «Инопланетянину» и концепту аутсайдера. Создатели также вдохновлялись аниме «Эльфийская песнь» и «Акира», отметив, что «хотели оставить прошлое героини таинственным, чтобы она сама казалась немного пугающей». «Очень странные дела» задумывались как мини-сериал, и планировалось, что Одиннадцать пожертвует собой в последнем эпизоде сериала. Но руководители Netflix очень хотели продолжить повествование во втором сезоне, поэтому братья решили оставить Одиннадцать в живых.

### Кастинг
Братья рассказали, что кастинг на роль Одиннадцать был самым сложным, так как у персонажа было мало реплик. Им нужна была девочка-актриса, способная передавать эмоции и при этом не выходить из образа при отсутствии реплик. Братья почувствовали облегчение после встречи с Милли Бобби Браун, которую они описали как «что-то особенное, с абсолютно сверхъестественным талантом». Браун пришлось побрить голову для роли. Сначала она и её родители беспокоились по этому поводу, но после того, как ей показали фотографию Шарлиз Терон в образе Фуриоcы, она согласилась подстричься. А волосы потом отросли, как и у героини.

## Реакция
Персонаж и актёрская игра Браун получили признание критиков; Элис Винсент из «The Daily Telegraph» написала:
Эшли Хоффман из журнала «Time» предложила Одиннадцать в качестве талисмана Национального дня вафель.
Однако Леника Крус из «The Atlantic» отметила, что «несмотря на богатую предысторию, Одиннадцать - самый слабо прописанный персонаж из главных героев сериала».
На 69-й и 70-й церемонии вручения премии «Эмми» в 2017 и 2018 годах Браун была номинирована в категории «Лучшая женская роль второго плана в драматическом сериале». На церемонии вручения наград MTV Movie & TV Awards 2017 она была номинирована в категориях «Лучший киногерой» и «Лучший актёр/актриса в сериале», получив последнюю награду. Браун получила премию «Сатурн» за лучшую актёрскую работу в телесериале на 43-й церемонии премии. Актриса была дважды номинирована на премию Гильдии киноактёров США за лучшую женскую роль в драматическом сериале в 2017 и 2018 годах. Браун получила премию Kids’ Choice Awards за лучшую женскую роль в 2018 и 2020 годах.